# Active Server Pages
ASP, Active Server Pages, är en teknik utvecklad av Microsoft för att skapa dynamiska webbsidor och webbapplikationer, exempelvis genom  att läsa och skriva information till databaser. ASP-koden tolkas av webbservern som sedan levererar vanlig HTML-kod till webbläsaren, därmed är ASP-koden inte synlig för användaren. ASP-kod kallas för "server-side script", till skillnad från "client-side script", som tolkas av användarens webbläsare (exempelvis JavaScript). De scriptspråk som vanligen används är VBScript och JScript.
Observera att ASP.NET som ingår i Microsofts .NET-koncept inte är en nyare variant av ASP, utan ett helt nytt koncept.
ASP var Microsofts första lösning för att hämta data på ett smart och dynamiskt sätt och sedan visa det på webbsidor. ASP lanserades 1999. Andra tekniker för motsvarande funktionalitet fanns dock redan tillgängliga ifrån andra leverantörer vid den tiden. Det betyder att allt det dynamiska sker på Microsofts Webbserver IIS (Internet Information Server). IIS finns bl.a. inbyggt i operativsystemen Windows XP Pro och Windows Vista.
Andra tekniker som används inom webbutveckling är PHP, Java Server Pages (JSP), Perl, CGI och SSI.

## Programexempel
Skriv ut "Hello, World!":
```
<%
                           
' Start på ASP-kod

 
Response
.
Write
(
"Hello, World!"
)

                              
' Slut på ASP-kod 

 
%>

```

Exempel på anslutning till MySQL-databas:
```
<%

 
Dim
 
objConnection

 
Dim
 
objRecordset

 
Dim
 
strSQL

 
'Skapa anslutningen

 
Set
 
objConnection
 
=
 
Server
.
CreateObject
(
"ADODB.Connection"
)

 
objConnection
.
open
 
"driver={MySQL ODBC 3.51 Driver};server=exemel.se;uid=USER_123;pwd=EXAMPLE_123;database=Example_db;"

 
'Skapa SQL

 
strSQL
 
=
 
"SELECT field FROM table"

 
'Skapa Recordset för att visa poster

 
Set
 
objRecordset
 
=
 
objConnection
.
Execute
(
strSQL
)

 
'Loopa igenom alla poster

 
Do
 
Until
 
objRecordset
.
EOF

   
Response
.
Write
(
objRecordset
(
"field"
))
 
'Skriver ut värdet i fältet field

   
objRecordset
.
MoveNext
                 
'Går till nästa rad i databasen

 
Loop

 
'Stäng objekten

 
objRecordset
.
Close
 
:
 
Set
 
objRecordet
 
=
 
Nothing

 
objConnection
.
Close
 
:
 
Set
 
objConnection
 
=
 
Nothing

 
%>

```